# Gerry Hitchens
Gerald Archibald "Gerry" Hitchens (8. oktober 1934 – 13. april 1983) var en engelsk fodboldspiller, der spillede som central angriber.
Han spillede for klubber som Inter, Cardiff City og Aston Villa og spillede derudover også 7 kampe for England. Han deltog ved VM i fodbold 1962 i Chile.